# 元琛
元 琛（げん ちん、生没年不詳）は、北魏の皇族。河間王。字は曇宝。

## 生涯
斉郡王拓跋簡の子として生まれた。497年（太和21年）12月、河間王拓跋若の後を嗣いで河間王に封じられた。幼くして聡明で、孝文帝に愛された。宣武帝のとき、定州刺史に任じられた。収賄に明け暮れて、霊太后の命により家を廃された。孝明帝が学問をはじめると、元琛は金字の『孝経』を献上した。宦官の劉騰に巨額の賄賂を贈って復権し、都官尚書の位を得て、秦州刺史として出された。秦州で収奪をおこなって、民衆を苦しめた。521年（正光2年）、東益州と南秦州の氐が北魏に叛くと、元琛は行台となり、都督に任じられて、2州の事務をつとめた。軍を進めて氐や羌を攻撃したが、大敗して千を越える戦死者を出して、逃げ帰った。朝廷における劉騰の庇護をたのんで、態度を改めなかった。523年（正光4年）2月、御史中尉による弾劾を受けて、官爵を奪われて民とされた。524年（正光5年）7月、河間王の爵位を返された。9月、南朝梁の裴邃が3000騎を率いて寿陽を攻撃すると、元琛は酈道元らとともに寿陽を救援した。硤石に到着し、渦陽の包囲を解き、荊山戍を奪回した。南朝梁の青冀二州刺史の王神念と戦って勝利した。525年（孝昌元年）、寿陽に到着すると、長孫稚の諫めを聞き入れず、南朝梁の軍との決戦に挑んで大敗した。526年（孝昌2年）、鮮于修礼の乱を討って敗れ、また官爵を剥奪された。後に汾州・晋州の胡や蜀を討ち、軍中で死去した。河間王の爵位を追復された。

## 妻子

### 妻
- 高氏（高偃の娘、宣武帝の高皇后の妹）

## 伝記資料
- 『魏書』巻20 列伝第8
- 『北史』巻19 列伝第7